# رجل طارئ (رواية)
رجل طارئ (بالإنجليزية: An Accidental Man)‏ هي رواية للكاتبة البريطانية آيريس مردوك، نشرت عام 1971، لأول مرة عن دار نشر تشاتو آند ويندوس.